# Betta burdigala
Betta burdigala é uma espécie de peixe da família Belontiidae.
É endémica da Indonésia.